# 1667
Évszázadok: 16. század – 17. század – 18. század
Évtizedek: 1610-es évek – 1620-as évek – 1630-as évek – 1640-es évek – 1650-es évek – 1660-as évek – 1670-es évek – 1680-as évek – 1690-es évek – 1700-as évek – 1710-es évek
Évek: 1662 – 1663 – 1664 – 1665 –  1666 – 1667 – 1668 – 1669 – 1670 – 1671 – 1672

## Események

### Határozott dátumú események
- február 4. – Besztercebányán politikai tanácskozásra gyűlnek össze az erdélyi politikusok Wesselényi Ferenc nádor hívására.[1]
- június 20. – IX. Kelemen pápa] megválasztása.[2]
- augusztus 22. – IX. Kelemen pápa megerősíti Szelepcsényi Györgyöt az esztergomi érseki tisztségében.

### Határozatlan dátumú események
- május –
  - Szente Bálint feltárja a bécsi udvar előtt a Wesselényi nádor szervezte összeesküvést.[1]
  - Szihráb Mehmed boszniai pasát helyezik a budai vilajet élére. (Hivatalából még októberben felmentik és áthelyezik Újvárra, amelyet közel két évig irányított.)[3]
- az év folyamán –
  - Nádasdy Ferenc lesz a királyi helytartó.[1]
  - A második angol–holland háború lezárásaként (bredai béke) a hollandok elcserélték Új-Amszterdamot (New York) egy másik területre, az indonéz szigetvilágban fekvő parányi, ám a holland szerecsendió-monopólium szempontjából létfontosságú Run-szigetre. (A békekötés eredményeként kapták meg a hollandok a Dél-Amerika partjainál, Venezuela közelében fekvő Suriname-ot.)[4]

## Születések
- május 26. – Abraham de Moivre francia matematikus († 1754)
- július 27. – Johann Bernoulli svájci matematikus († 1748)
- november 30. – Jonathan Swift ír-angol író († 1745)

## Halálozások
- január 31. – Jerzy Lubomirski lengyel mágnás, királyi marsall, hadvezér, a Szepesség kapitánya és német birodalmi herceg (* 1616)
- március 23. – Wesselényi Ferenc nádor, a Wesselényi-összeesküvés névadója (* 1605)
- május 13. – Rhédey Ferenc erdélyi fejedelem (* 1610 körül)
- május 22. – VII. Sándor pápa (* 1599)[5]
- szeptember 3. – Alonso Cano spanyol építész, szobrász (* 1601)